# 荷蘭數學奧林匹克
荷蘭數學奧林匹克（Nederlandse Wiskunde Olympiade，簡稱NWO）是荷蘭的數學競賽。比賽分為兩輪，接著有一個訓練課程，從中挑選六名學生參加國際數學奧林匹克。

## 第一輪
第一輪比賽在荷蘭的高中舉行。參賽者主要是高中生，但初中生也可以參賽。從2006年開始，比賽分兩部份，A部份為選擇題，B部份為開放題。2006年有2192人參賽，2007年有2742人。

## 第二輪
第一輪成績最好的一百多名學生獲邀參加第二輪比賽。荷蘭數學雜誌《畢達哥拉斯》的奧林匹克比賽和歐洲數學袋鼠比賽成績優秀者也獲邀參加。比賽在艾恩德霍芬工業技術大學舉行。設五題，每題十分，題目比第一輪困難得多。最高得分的十名參賽者獲選參加訓練。如果有同分，按第一輪得分決定。

## 訓練
第二輪的十名勝出者和一些有特殊表現者獲得邀請參加訓練課程。所謂特殊表現，可以指即使當年比賽缺席，但以往受過訓練。訓練有一兩個周末課、三天課和一星期課，練習比賽題目。每周也需交作業。內容計有組合數學、代數、幾何、數論。課程最後有測驗，選出六個人代表荷蘭參加國際數學奧林匹克。

## 外部連結
- （荷兰文）大會網站 （页面存档备份，存于）